# Liste der Naturdenkmale in Lampertswalde
Die Liste der Naturdenkmale in Lampertswalde nennt die Naturdenkmale in Lampertswalde im sächsischen Landkreis Meißen.

## Definition
„Naturdenkmäler sind rechtsverbindlich festgesetzte Einzelschöpfungen der Natur oder entsprechende Flächen bis zu fünf Hektar, deren besonderer Schutz erforderlich ist
1. aus wissenschaftlichen, naturgeschichtlichen oder landeskundlichen Gründen oder
2. wegen ihrer Seltenheit, Eigenart oder Schönheit.“

„§ 18 – Naturdenkmäler – (zu § 28 BNatSchG)
(1) Die Erklärung nach § 22 Abs. 1 BNatSchG von Teilen von Natur und Landschaft als Naturdenkmal erfolgt durch Rechtsverordnung oder Einzelanordnung.
(2) Über § 28 Abs. 1 BNatSchG hinaus können Naturdenkmäler zur Sicherung von Lebensgemeinschaften oder Lebensstätten von im Bestand gefährdeten oder streng geschützten Arten festgesetzt werden.“

## Liste
Diese Auflistung unterscheidet zwischen Flächennaturdenkmalen (FND) mit einer Fläche bis zu 5 ha (bei Verordnung nach DDR-Recht auch mehr) und Einzel-Naturdenkmalen (ND).
Link zu einem Kartenansichtstool, um Koordinaten zu setzen.
| Bild                          | Bezeichnung                                               | Lage                                                  | Beschreibung        | Datum | Nummer |
| ----------------------------- | --------------------------------------------------------- | ----------------------------------------------------- | ------------------- | ----- | ------ |
| BW                            | Bergahorn am Espigweg Adelsdorf                           | Adelsdorf (51° 19′ 20″ N, 13° 35′ 45″ O)              |                     |       | RG 322 |
| BW                            | Kiesgrube Adelsdorf                                       | Adelsdorf (51° 18′ 56,7″ N, 13° 35′ 50,7″ O)          | Fläche ca. 0,76 ha. |       | RG 076 |
| BW                            | Parkwald Adelsdorf                                        | Adelsdorf (51° 19′ 3″ N, 13° 35′ 6,2″ O)              | Fläche ca. 1,66 ha. |       | RG 139 |
| BW                            | Stieleiche an der Tränke bei Blochwitz                    | Blochwitz (51° 21′ 50″ N, 13° 41′ 17″ O)              |                     |       | RG 329 |
| BW                            | Teichschlucht Brößnitz                                    | Brößnitz (51° 22′ 2,1″ N, 13° 39′ 17,5″ O)            | Fläche ca. 2,89 ha. |       | RG 030 |
| BW                            | Kasseln Brößnitz                                          | Brößnitz (51° 21′ 47,9″ N, 13° 40′ 40,1″ O)           | Fläche ca. 1,09 ha. |       | RG 077 |
| BW                            | Steinbruch Brößnitz                                       | Brößnitz (51° 21′ 57,9″ N, 13° 39′ 20,4″ O)           | Fläche ca. 1,22 ha. |       | RG 140 |
| BW                            | Stieleiche am Gut Mühlbach                                | Mühlbach (51° 17′ 19″ N, 13° 39′ 56″ O)               |                     |       | RG 210 |
| BW                            | Spitzahorn westlich Mühlbach                              | Mühlbach (51° 17′ 41″ N, 13° 39′ 42″ O)               |                     |       | RG 211 |
| BW                            | Spitzahorn westlich Mühlbach                              | Mühlbach (51° 17′ 38″ N, 13° 39′ 18″ O)               |                     |       | RG 559 |
| BW                            | Feuchtheide im Niederraschütz                             | Niederraschütz (51° 19′ 38″ N, 13° 39′ 35,2″ O)       | Fläche ca. 4,10 ha. |       | RG 028 |
| mehr Fotos \| Fotos hochladen | Stieleiche auf der Waldspitze an den Heinewiesen Quersa   | Quersa (51° 17′ 55″ N, 13° 37′ 57″ O)                 |                     |       | RG 337 |
| BW                            | Elligastbach im Raschütz                                  | Weißig am Raschütz (51° 20′ 38,2″ N, 13° 40′ 54,2″ O) | Fläche ca. 4,96 ha. |       | RG 142 |
| BW                            | Kleiner Teich der Elligast im Raschütz                    | Weißig am Raschütz (51° 20′ 33,1″ N, 13° 40′ 11,1″ O) | Fläche ca. 2,01 ha. |       | RG 143 |
| BW                            | 5 Stieleichen („Dammeichen“) am Kleinen Teich im Raschütz | Weißig am Raschütz (51° 20′ 33,6″ N, 13° 40′ 6,3″ O)  |                     |       | RG 202 |
| BW                            | Stieleiche zwischen Weißig a. R. und Niegeroda            | Weißig am Raschütz (51° 20′ 43″ N, 13° 38′ 5″ O)      |                     |       | RG 324 |
| BW                            | Stieleiche am Kleinen Teich im Raschütz                   | Weißig am Raschütz (51° 20′ 32,1″ N, 13° 40′ 9,8″ O)  |                     |       | RG 581 |
| BW                            | Schwarzerle am Weg zum Posten 13 bei Schönborn            | Schönborn (51° 19′ 13″ N, 13° 41′ 47″ O)              |                     |       | RG 218 |